# Sapium macrocarpum
Sapium macrocarpum är en törelväxtart som beskrevs av Johannes Müller Argoviensis. Sapium macrocarpum ingår i släktet Sapium och familjen törelväxter. IUCN kategoriserar arten globalt som sårbar. Inga underarter finns listade i Catalogue of Life.